# Italochrysa lobini
Italochrysa lobini is een insect uit de familie van de gaasvliegen (Chrysopidae), die tot de orde netvleugeligen (Neuroptera) behoort. 
Italochrysa lobini is voor het eerst wetenschappelijk beschreven door Hölzel & Ohm in 1982.